# Ophiozonella marmorea
Ophiozonella marmorea är en ormstjärneart som beskrevs av George Richard Lyman 1883. Ophiozonella marmorea ingår i släktet Ophiozonella och familjen Ophiolepididae. Inga underarter finns listade i Catalogue of Life.